# Julio Castillo (zapaśnik)
Julio Castillo  – kubański zapaśnik w stylu wolnym. Złoty medalista mistrzostw panamerykańskich w 1993. Dziewiąty na MŚ juniorów w 1988 roku.